# Kanton Alzonne
Der Kanton Alzonne war bis 2015 ein französischer Wahlkreis im Département Aude und in der Region Languedoc-Roussillon. Er umfasste elf Gemeinden im Arrondissement Carcassonne; sein Hauptort (frz.: chef-lieu) war Alzonne. Die landesweiten Änderungen in der Zusammensetzung der Kantone brachten im März 2015 seine Auflösung.
Der Kanton war 146,99 km² groß und hatte 8725 Einwohner (Stand 2012).

## Gemeinden
| Gemeinde              | Einwohner (Stand: 2022) | Code postal | Code Insee |
| --------------------- | ----------------------- | ----------- | ---------- |
| Alzonne               | 1590                    | 11170       | 11009      |
| Aragon                | 476                     | 11600       | 11011      |
| Caux-et-Sauzens       | 1013                    | 11170       | 11084      |
| Montolieu             | 829                     | 11170       | 11253      |
| Moussoulens           | 988                     | 11170       | 11259      |
| Pezens                | 1598                    | 11170       | 11288      |
| Raissac-sur-Lampy     | 466                     | 11170       | 11308      |
| Saint-Martin-le-Vieil | 214                     | 11170       | 11357      |
| Sainte-Eulalie        | 569                     | 11170       | 11340      |
| Ventenac-Cabardès     | 959                     | 11610       | 11404      |
| Villesèquelande       | 875                     | 11170       | 11437      |

## Bevölkerungsentwicklung
| 1962 | 1968 | 1975 | 1982 | 1990 | 1999 | 2006 | 2011 | 2012 |
| ---- | ---- | ---- | ---- | ---- | ---- | ---- | ---- | ---- |
| 5403 | 5721 | 6058 | 6435 | 6687 | 7161 | 7861 | 8529 | 8725 |